# Packed in a Trunk: The Lost Art of Edith Lake Wilkinson
Pour plus de détails, voir Fiche technique et Distribution.
Packed in a Trunk: The Lost Art of Edith Lake Wilkinson est un film documentaire américain sur l'histoire de l'artiste Edith Lake Wilkinson (en), réalisé par Michelle Boyaner et sorti en janvier 2015. Edith Lake Wilkinson a peint des tableaux à Provincetown (Massachusetts) de 1914 à 1923. Jane Anderson, l'une des scénaristes du film, est sa petite nièce. La bande originale a été réalisée par Danielle Ate the Sandwich (en).

## Synopsis
Wilkinson avait une compagne de vie nommée Fannie. L'avocat de sa famille volait son argent, et ses œuvres ont presque été perdues quand elle a été internée dans un asile psychiatrique, où elle a passé les trente dernières années de sa vie,. Après qu'elle a été envoyée dans cet institut, ses travaux et tous ses autres biens ont été mis dans un coffre et envoyés à ses proches en Virginie de l'Ouest, où ils ont été conservés dans un grenier pendant quarante ans.

## Projection
Le film a été projeté le 2 janvier 2015 au Festival international du film de Palm Springs, le 18 juin 2015 au Provincetown International Film Festival et le 27 juin 2015 au Festival du film Frameline. Le film a également été diffusé sur la chaîne de télévision HBO le 20 juillet 2015.